# Rafael Moreno Aranzadi
Rafael Moreno Aranzadi (Bilbao, 23 de maig de 1892 - 1 de març de 1922), més conegut com a Pichichi, va ser un futbolista basc. Jugava de davanter a l'Athletic Club de Bilbao.

## Biografia

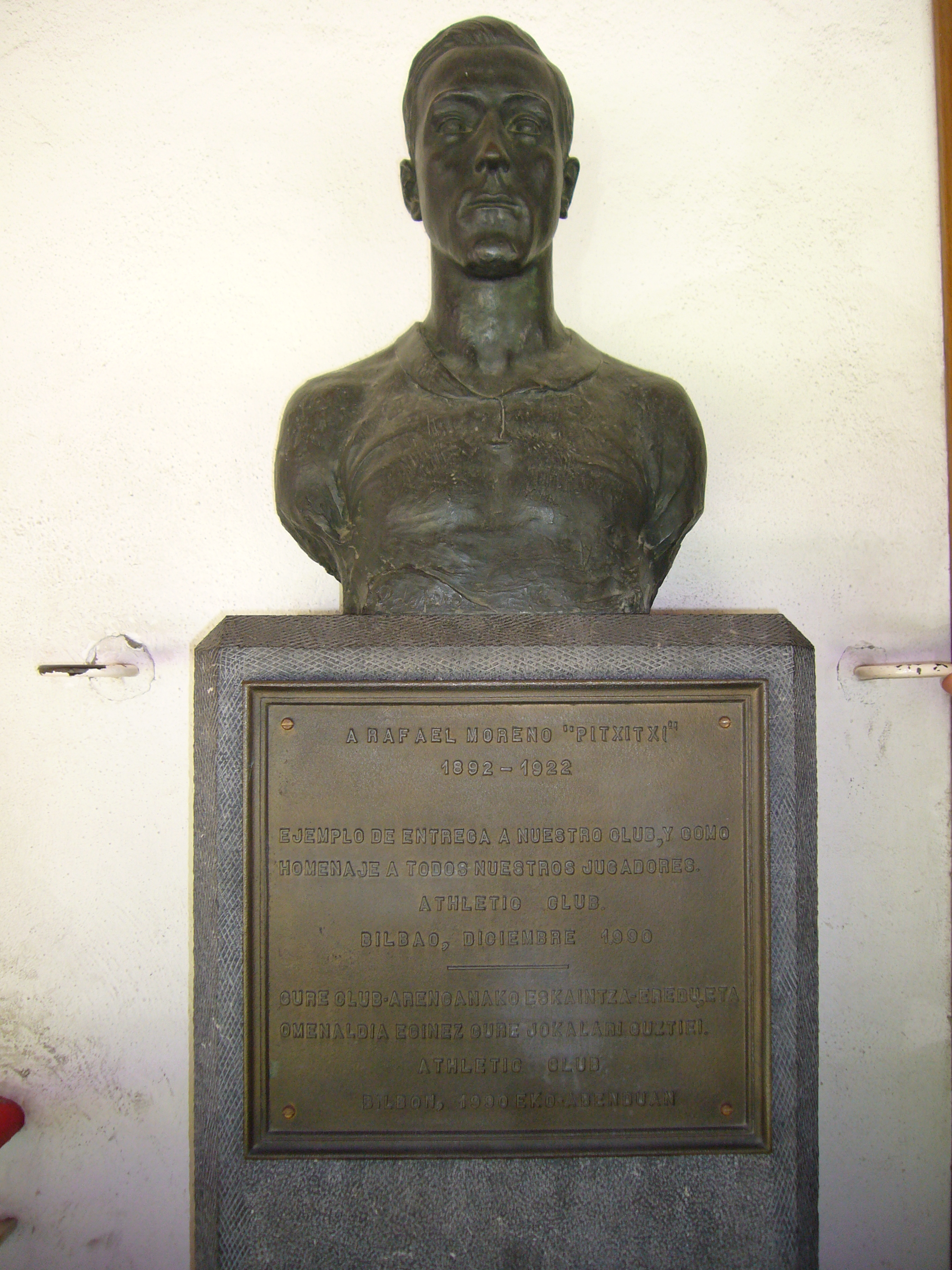
Bust de Pichichi.

El 1911 va començar a jugar a l'Athletic Club de Bilbao. Amb aquest equip va aconseguir quatre Copes del Rei, disputant un total de 17 partits i marcant deu gols, en una època en què encara no es disputava el campionat de lliga. Pichichi va ser el primer jugador a marcar un gol a l'estadi San Mamés. Va ser en la inauguració de l'estadi, el 21 d'agost de 1913 en el partit Athletic 1 - 1 Racing d'Irun.
Va abandonar el futbol el 1921. Un any més tard (2 de març de 1922) va morir a conseqüència del tifus.
Pichichi va ser un dels millors golejadors de l'època i com a reconeixement al que va aconseguir se li va donar el seu nom a un trofeu. És el trofeu que rep el màxim golejador de la lliga espanyola de futbol cada temporada, el Pitxitxi. Aquest trofeu es va crear per a la primera lliga espanyola de futbol de la història (temporada 1928-1929) i en l'actualitat és un dels trofeus més importants a nivell individual dintre del futbol espanyol.
El 1926 l'Athletic Club de Bilbao va rendir un homenatge a Pichichi col·locant un bust seu a l'estadi San Mamés. És costum que quan en equip visita per primera vegada l'estadi San Mamés doni com a ofrena un ram de flors a aquest bust.

### Selecció espanyola
Va ser internacional amb la selecció espanyola en 5 ocasions. El seu debut com a jugador de la selecció va ser en el primer partit disputat per Espanya, el 28 d'agost de 1920, en el partit Dinamarca 0 - 1 Espanya, dels Jocs Olímpics Anvers 1920.
Els cinc partits que va jugar amb la selecció van ser a aquests Jocs Olímpics, on va aconseguir la medalla de plata. En aquestes Olimpíades Pichichi va marcar un gol en un partit contra Holanda.

## Clubs
- Athletic Club de Bilbao - 1911 - 1921

## Palmarès

### Estatals
- 4 Copes d'Espanya (1914, 1915, 1916 i 1921)

### Internacionals
- Medalla de plata als Jocs Olímpics Anvers 1920